# Складчастість течії
Складчастість течії - складчастість гірських порід, що виникає в шарах при переміщенні їх матеріалу під впливом різних причин уздовж поверхонь нашарування. Найбільшої інтенсивності досягає в тих зонах, у які відбувається це переміщення й де в результаті створюються умови горизонтального стиску шарів і збільшення їх загальної потужності. У тих місцях, звідки відбувається переміщення, шари розтягуються й зменшують свою потужність. Залежно від причин, що викликають пошарове переміщення, виділяються складчастість гравітаційна й складчастість нагнітання. Явище пластичної течії гірських порід уперше відзначене Геймом (Heim, 1878), пізніше С. т. описувалася Рейєром (Reyer, 1892), Лісом (Lees, 1931), Тетяєвим (1934) і ін. Характерне явище для докембрійських товщ.

## Різновиди складчастості
| - Атектонічна складчастість - Складчастість платформна - Складчастість течії - Складчастість діапірова - Складчастість постумна - Складчастість гравітаційна - Складчастість брилова - Складчастість голоморфна - Складчастість ідіоморфна - Складчастість дисгармонійна - Складчастість нагнітання - Кулісоподібна складчастість | - Складчастість куполоподібна - Складчастість успадкована - Складчастість конседиментаційна - Кулісоподібна складчастість - Складчастість паралельна - Складчастість накладена - Складчастість головна - Складчастість поперечна - Складчастість проміжна - Складчастість консеквентна - Складчастість бокового тиску |